# Montvoie

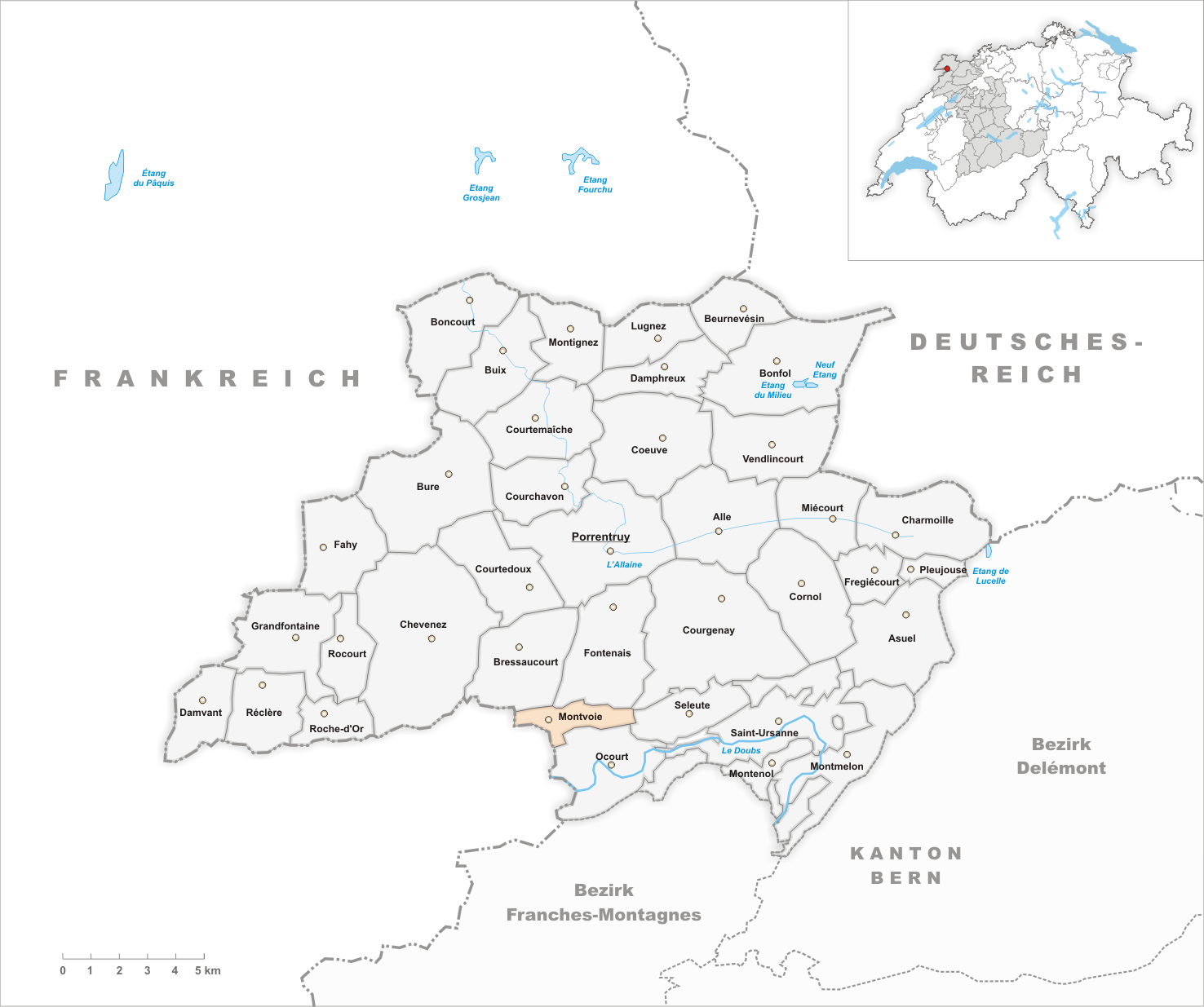
Situation de la commune avant la fusion de 1882.

Montvoie (allemand Vogtsberg), mentionné pour la première fois en 1284 sous le nom de Montvouel, est un village situé dans le district de Porrentruy, dans le canton du Jura en Suisse, à la frontière française, près de Montancy. Jusqu'à l'union avec Ocourt en 1882 la municipalité comprenait aussi les villages Valbert et La Combe. Depuis 2009, l'ensemble du territoire appartient à la nouvelle commune du Clos du Doubs.
Le château de Montvoie est classé bien culturel d'importance nationale.